# Cut Bank - Crimine chiama crimine
Cut Bank - Crimine chiama crimine (Cut Bank) è un film del 2014 diretto da Matt Shakman.

## Trama
Dwayne McLaren, ex giocatore di football diventato meccanico, sogna di fuggire dalla vita della piccola cittadina di Cut Bank in Montana, con la sua ragazza Cassandra. Un giorno, lui e Cassandra registrano per caso con una telecamera l'omicidio del postino del paese e si ritrovano coinvolti in un'intricata e sanguinosa storia.

## Riprese
Le riprese sono cominciate il 14 giugno 2013 a Edmonton in Canada.

## Colonna sonora
La colonna sonora del film è stata composta da James Newton Howard.

## Promozione
Il trailer del film viene distribuito negli USA il 5 febbraio 2015.

## Distribuzione
La pellicola è stata distribuita nelle sale cinematografiche statunitensi a partire dal 3 aprile 2015.